# جوناثان بيترز
جوناثان بيترز (بالإنجليزية: Jonathan Peters)‏ هو دي جيه ومنتج أسطوانات وملحن أمريكي، ولد في 25 يناير 1969 في الولايات المتحدة.

## وصلات خارجية
- الموقع الرسمي
- جوناثان بيترز على موقع ميوزك برينز (الإنجليزية)
- جوناثان بيترز على موقع ديسكوغز (الإنجليزية)